# Ilijada
Ilijada (Ιλιάς) jedan je od dva Homerova epa.
U 6. st. pr. Kr. u Ateni za vrijeme Pizistrata dobila je današnji oblik. Pizistrat je ustanovio panatenski praznik za vrijeme kojeg su se recitirale Homerove pjesme. Zato su i pripremljena državna izdanja tih pjesama čije se autorstvo pripisivalo nepoznatom slijepom piscu Homeru. Aleksandrijski su filolozi podijelili „Ilijadu” u 24 knjige prema broju slova u grčkome alfabetu. Sastoji se od 15.696 heksametara.

## Opis
Osnovni je motiv „Ilijade” srdžba jednog od najboljih ahejskih junaka, Ahileja, kojega je ljutito uvrijedio ahejski vođa Agamemnon.
Pripovijedaju se događaji iz desete godine Trojanskog rata, što su ga vodili Ahejci protiv trojanskog kralja Prijama, jer je njegov sin Paris oteo Helenu, ženu kralja Menelaja. Radnja obuhvaća razdoblje od pedeset i jednog dana.
Ovaj je ep dobio naziv po Iliju, što je drugi naziv grada Troje.

## Sadržaj
Sama radnja započinje in medias res invokacijom muze i opisivanjem Ahilejeve srdžbe. Dalji razvoj radnje pjesnik usporava sredstvima retardacije - digresijama, poredbama i ponavljanjima.
Sa strane Ahejaca stoje bogovi Posejdon, Hermes, Hefest, Hera i Atena, a na strani Trojanaca bore se Ares, Apolon, Artemida, Leta, Afrodita i Ksant.
- I.     pjevanje:

Radnja započinje zazivanjem (invokacijom) muze da pjeva o Ahileju, njegovoj ljutnji i ahejskim porazima. U ahejski tabor dolazi Hris, koji želi otkupiti kćer koju su Ahejci zarobili prilikom osvajanja Tebe. Agamemnon odbija ponudu, a Hris, svećenik Apolonov, moli Apolona za pomoć. Apolon na Ahejce pošalje kugu. Desetog dana epidemije Ahejci vijećaju i vrač Kalhant kaže Agamemnonu da mora vratiti kćer Hrisovu. Agamemnon nevoljku pristaje, ali traži dar za taj postupak. Nitko mu ga ne želi dati, a on ljut na Ahileja, uzima njegovu robinju Briseidau. Ahilej se jako rasrdi i napušta rat, a njegova majka, božica Tetida, moli Zeusa da ne dozvoli Ahejcima pobjedu protiv Trojanaca dok se ne pomire s Ahilejem.
- II.    pjevanje:

Odisej potiče Grke na borbu. Homer iznosi opise brodova te trojanskih saveznika.
- III.   pjevanje:

Paris izaziva Menelaja na borbu.
- IV.    pjevanje:

Započinje bitka.
- V.     pjevanje:

Diomed ranjava Afroditu i Aresa
- VI.    pjevanje:

Glauk i Diomed pozdravljaju se i darivaju za vrijeme borbe. Hektor se vraća u Troju,gdje se pozdravlja sa svojom obitelji sluteći da ih više neće vidjeti jer odlazi u rat.
- VII.   pjevanje:

Hektor se bori s Ajantom.
- VIII.  pjevanje:

Bogovi se povlače iz bitke.
- IX.    pjevanje:

Agamemnon se povlači.
- X.     pjevanje:

Diomed i Odisej uhode Trojance.
- XI.    pjevanje:

Paris ranjava Diomeda, a Ahilej šalje Patrokla u borbu.
- XII.   pjevanje:

Ahejci se vraćaju u svoja uporišta.
- XIII.  pjevanje:

Posejdon potiče Grke na borbu.
- XIV.   pjevanje:

Hera pomaže Posejdonu.
- XV.    pjevanje:

Zeus zabranjuje Posejdonu i ostalim bogovima da se upleću u sukob.
- XVI.   pjevanje:

Patroklo posuđuje Ahilejev štit i oružje, ulazi u bitku, ubija Sarpedona. Na posljetku biva ubijen od Hektora
- XVII.  pjevanje:

Vojske se bore oko Patroklova tijela i oružja.
- XVIII. pjevanje:

Ahilej saznaje za Patroklovu smrt i dobiva novo oružje koje mu je iskovao sam Hefest, na nagovor Ahilejeve majke Tetide. Ahilejev je štit imao nekoliko slojeva, a detaljno je prikazivao dva grada (simbolika razdora između Trojanaca i Ahejaca).
- XIX.   pjevanje:

Ahilej se miri s Agamemnon te se vraća u bitku.
- XX.    pjevanje:

Bogovi se vraćaju u bitku. Ahilej pokušava ubiti Eneju kojemu pomognu bogovi.
- XXI.   pjevanje:

Ahilej se bori i susreće Hektora ispred vrata Troje.
- XXII.  pjevanje:

Ahilej ubija Hektora i vuče njegovo tijelo natrag u grčki tabor.
- XXIII. pjevanje:

Održavaju se igre u Patroklovu čast.
- XXIV.  pjevanje:

Ahilej predaje Prijamu tijelo njegova sina Hektora.

## Likovi
- Ahejci (Αχαιοί) - Grci
  - Ahilej (Αχιλλεύς) - vođa Mirmidonaca, grčki prvak i vojnik, njegova je srdžba pokretač radnje
  - Agamemnon (Αγαμέμνων) - mikenski kralj, Menelajev brat, zapovjednik ahejske vojske, njegova su djela uzrok Ahilejeve srdžbe
  - Patroklo (Πάτροκλος) - Ahilejev najbolji prijatelj i borac
  - Nestor (Νέστωρ), Menelaj (Μενέλαος), Diomed, (Διομήδης), Idomenej, (Ιδομενεύς) i Ajant Telamonov (Αίας ο Τελαμώνιος), kraljevi grčkih polisa, vođe svojih vojski pod Agamemnonovim zapovjedništvom
  - Odisej (Οδυσσεύς) - kralj i ratnik, poznat po svojoj lukavosti koja je glavna sastavnica Odiseje
  - Kalhant (Κάλχας) - moćan grčki prorok i vrač, vodio je Grke svojim predviđanjima

- Trojanci i saveznici
  - Hektor (Έκτωρ) - Prijamov prvorođenac, vođa Trojanaca
  - Prijam (Πρίαμος) - trojanski kralj
  - Paris (Πάρις) - trojanski princ i Hektorov brat, znan i kao Aleksandar, oteo je Helenu te to postaje uzrokom Trojanskog rata.
  - Eneja (Αινείας) - vođa Dardanaca, trojanski saveznik i junak
  - Glauk i Sarpedon - vođe likijskih snaga
  - Memnon - Etiopski kralj, sin Zore (Eos)

- Žene
  - Helena (Ελένη) - bivša spartanska kraljica, Menelajeva žena, sadašnja Parisova družica
  - Andromaha, (Ανδρομάχη) - Hektorova žena, majka njihova sina Astianaksa
  - Hekaba (Εκάβη) - trojanska kraljica, Prijamova žena, Hektorova, Kasandrina i Parisova majka.
  - Briseida - robinja koja je bila Ahilejeva nagrada koju mu je Agamemnon oduzeo što je rezultiralo Ahiljevom srdžbom.

## Citati
| - Invokacija „Ilijade” (preveo Tomo Maretić) Srdžbu mi, boginjo, pjevaj Ahileja, Peleju sina Pogubnu, koja zada Ahejcima bezbrojne jade, Snažne je duše mnogih junaka poslala ona k Hadu, a njih je same učinila, da budu plijen Psima i pticama svima,i tako se Zeusova volja Vršila, od kad se ono razdvojio u svađi bio Atrejev sin, junacima kralj, s Ahilejem divnim. |  | |
| - Invokacija „Ilijade” (grčki izvornik) Μῆνιν ἄειδε θεὰ Πηληιάδεω Ἀχιλῆος οὐλομένην, ἥ μυρί’ Ἀχαιοῖς ἄλγε’ ἔθηκε, πολλὰς δ’ ἰφθίμους ψυχὰς Ἄιδι προίαψεν ἡρώων, αὐτοὺς δὲ ἑλώρια τεῦχε κύνεσσιν οἰωνοῖσί τε πᾶσι, Διὸς δ’ ἐτελείτετο βουλή, ἐξ οὗ δὴ τὰ πρῶτα διαστήτην ἐρίσαντε Ἂτρείδης τε ἄναξ ἀνδρῶν καὶ δῖος Ἀχιλλεὺς                                                 |  | - Invokacija „Ilijade” (grčka transliteracija) Mẹ̄nin aeịde, theạ, Pēlẹ̄iadeọ̄ Achilẹ̄os Oụlomenẹ̄n, hē mỵri' Achaịois ạlge' ethẹ̄ke, pọllas d' ịphthimoụs psychạs Aidị proiạpsen hẹ̄rōọ̄n, autoụs de helọ̄ria teụche kynẹssin oịōnoịsi te pạsi, Diọs, eteleịeto boụlē, ẹx hou dẹ̄ ta prọ̄ta diạstētẹ̄n erisạnte Ạtreidẹ̄s te anạx andrọ̄n kai dịos Achịlleus |

## Djelo
- Ilijada (engl.)
- Sadržaji pojedinih pjevanja Ilijade (engl.)
- Ilijada (grč.)